# Cacibupteryx
Cacibupteryx is een geslacht van uitgestorven pterosauriërs behorend tot de groep van de Breviquartossa, dat tijdens het Laat-Jura leefde in het gebied van het huidige Cuba. De enige benoemde soort is Cacibupteryx caribensis.

## Vondst en naamgeving
De typesoort Cacibupteryx caribensis werd in 2004 benoemd en beschreven door Zulma Gasparini, Marta Fernández en Marcelo de la Fuente. De geslachtsnaam is afgeleid van Cacibu, de 'Heer van de Hemel' in de taal van de Taíno en het Klassiek Griekse pteryx, 'vleugel'. De soortaanduiding verwijst via het Spaanse Caribe naar de Caraïben.
Het holotype, IGO-V 208, (Museo Mario Sánchez Roig, Instituto de Geología y Paleontología) is rond de eeuwwisseling in de provincie Pinar del Río, op 22,7° noorderbreedte, 83,6° westerlengte (indertijd 4,1° noorderbreedte, 50,8° westerlengte), in de Jagua Viega en de vallei van de Viñales, door plaatselijke boeren gevonden in de Jaguaformatie, Mogote Jagua Vieja, uit het Oxfordien, ongeveer 158 miljoen jaar oud. Het fossiel, een van de weinige goede pterosauriërvondsten uit het Oxfordien, is niet platgedrukt. Het bestaat uit een gedeeltelijke schedel waarvan de voorkant ontbreekt, en delen van de linkervleugel: het uiteinde van een ellepijp, fragmenten van het spaakbeen, en het eerste en vierde vingerkootje van de vleugelvinger. Het werd geprepareerd door de architect Javier Posik.

## Beschrijving
Voor een basale pterosauriër was Cacibupteryx vrij groot met een geschatte vleugelspanwijdte van ongeveer tweeënhalve meter.
De schedel, waarvan het bewaard gebleven gedeelte 154 millimeter lang is, had een geschatte lengte van 240 millimeter en was aan de achterkant tamelijk breed en hoog. De oogkassen waren afgerond driehoekig, met de punt naar beneden, en groot. De onderrand van de oogkas reikt zo diep naar beneden als het niveau van de voorste tandenrij. De fenestra antorbitalis was klein, de neusgaten groot. De bovenop platte snuit was niet heel langgerekt. Het jukbeen heeft een uitholling in de onderste achterhoek van de oogkas. Het quadratum stond tamelijk steil onder een hoek van 107°. De tanden, die niet bewaard zijn gebleven, lagen vrij ver van elkaar. Het pterygoïde heeft achteraan een klein extra venster.

## Fylogenie
Cacibupteryx werd door de beschrijvers geplaatst in de Rhamphorhynchidae. David Unwin meende in 2005 dat het meer bepaaldelijk een lid van de Scaphognathinae betrof. Volgens een kladistische studie van Brian Andres uit 2010 echter, is het een lid van de Rhamphorhynchinae en een bijzonder nauwe verwant van Rhamphorhynchus zelve; volgens een analyse uit 2014 binnen een Rhamphorhynchini.